# El Carrizal, Pantepec
El Carrizal är en ort i Mexiko.   Den ligger i kommunen Pantepec och delstaten Chiapas, i den sydöstra delen av landet, 700 km öster om huvudstaden Mexico City. El Carrizal ligger 1 264 meter över havet och antalet invånare är 889.
Terrängen runt El Carrizal är varierad. Runt El Carrizal är det ganska tätbefolkat, med 104 invånare per kvadratkilometer. Närmaste större samhälle är Rayón, 8,2 km nordost om El Carrizal. I omgivningarna runt El Carrizal växer i huvudsak städsegrön lövskog.